# Linum nervosum
Linum nervosum är en linväxtart. Linum nervosum ingår i släktet linsläktet, och familjen linväxter.

## Underarter
Arten delas in i följande underarter:
- L. n. jailicola
- L. n. nervosum
- L. n. bungei